# Phyllorchis biflora
Phyllorchis biflora là một loài thực vật có hoa trong họ Lan. Loài này được (Miq.) Kuntze miêu tả khoa học đầu tiên năm 1891.